# Jean-Louis Massoubre
Jean-Louis Massoubre, né le 17 août 1938 à Perpignan et mort le 15 février 2016 à Paris, est un homme politique français.

## Biographie

### Famille
Il est le fils d'Émile Massoubre, mort à 103 ans.
Époux d'Ann Hecate Gould, il est le père de Sigmar (né en 1970), Ananda (né en 1975), tulkou reconnu en 1978 par le 16e karmapa et Kalou Rinpoché sous le nom de Karma Trinlay Rinpoché,,,et Joanne (née en 1988).

### Carrière politique
Né à Perpignan, il est ancien élève de l'École normale supérieure, dont il réussit le concours en candidat libre avec l'option philosophie. Poursuivi pour proxénétisme, il est suspendu de l'École, avant d'être blanchi. Il devient ensuite agriculteur.
Il a effectué quatre mandats à l’Assemblée nationale, de 1967 à 1981.
Il est conseiller général du canton de Montdidier de 1967 à 1979, et maire d'Arvillers de 1971 à 1977.

## Ouvrage
- C'était, Julliard, 1972.